# Tregorès
El tregorès (tregerieg) és un dels quatre dialectes del bretó, propi de la regió de Bro Dreger, al nord-est del domini lingüístic. Juntament amb el leonès i el cornuallès, conforma el bloc dialectal occidental de la llengua.